# Yes or Yes
Yes or Yes (с англ. — «Да или Да»; стилизуется как YES or YES) — шестой мини-альбом южнокорейской гёрл-группы Twice. Был выпущен 5 ноября 2018 года лейблом JYP Entertainment при поддержке Iriver. Он состоит из семи композиций, включая одноимённый сингл и корейскую версию «BDZ». Чонён, Чеён и Чжихё также принимали участие в написании текстов песен.
Переиздание The Year of ‘Yes’ было выпущено 12 декабря.

## Предпосылки и релиз
В начале октября 2018 года на станциях метро появились баннеры со слоганом «Вы любите Twice? Да или Да» (кор. "트와이스 좋아하세요? YES or YES"), которые моментально привлекли внимание общественности. 11 октября руководство JYP Entertainment подтвердило, что девочки выпустят свой третий за год корейский альбом 5 ноября. 20 октября, в день третьей годовщины группы, было объявлено название будущего альбома — Yes or Yes, а в конце специального клипа был вставлен отрывок предстоящего сингла.

## Композиция
Композиторами «Yes or Yes» стали Дэвид Эмбер и Энди Лав, автором текста стал Сим Ынчжи. Ранее Дэвид был одним из композиторов сингла «Heart Shaker» (2017), а Ынчжи участвовал в написании текста «Knock Knock» (2017). «Yes of Yes» была описана как яркая и живая «колор-поп» песня в жанре синти-попа с влияниями Motown, регги и арена-попа. Текст песни рассказывает о возможности ответить только согласием на вопрос о любви.
Чонён, Чеён и Чжихё участвовали в написании текста к «LaLaLa», «Young & Wild» и «Sunset». Последним треком альбома стала корейская версия японского сингла «BDZ» с одноимённого японского альбома.

## Промоушен
За два дня до выхода альбом Twice стали гостями шоу «Всезнающие братья», где впервые продемонстрировали отрывок «Yes or Yes». 5 ноября в KBS Arena Hall был проведён шоукейс. Первое выступление на телевидении состоялось на следующий день на MBC Plus X Genie Music Awards. В рамках продвижения Twice также появились на шоу «Комната Айдола».

## Коммерческий успех
Yes or Yes оккупировал вершину альбомного чарта Gaon, в то время как сингл стал № 1 в цифровом сегменте. Альбом также стал первым в карьере группы, занявшим первые места в альбомном чарте Oricon и его цифровом аналоге несмотря на то, что выпущен полностью на корейском языке.

## Трек-лист
| №                   | Название            | Текст песни                             | Музыка                                            | Аранжировка                         | Длительность |
| ------------------- | ------------------- | --------------------------------------- | ------------------------------------------------- | ----------------------------------- | ------------ |
| 1.                  | «Yes or Yes»        | Сим Ынчжи                               | Дэвид Эмбер Энди Лав                              | Дэвид Эмбер                         | 3:58         |
| 2.                  | «Say You Love Me»   | София Пэ Secret Weapon                  | София Пэ Secret Weapon                            | Secret Weapon                       | 3:33         |
| 3.                  | «LaLaLa»            | Чонён                                   | Альби Альбертсон Akina Ingold                     | Альби Альбертсон                    | 3:06         |
| 4.                  | «Young & Wild»      | Чеён Ким Хёню (Flying Lab)              | Ким Петрас CJ Abraham MkX                         | MkX                                 | 3:01         |
| 5.                  | «Sunset»            | Чжихё                                   | Мария Маркус Лиса Десмонд Fast Lane Secret Weapon | Secret Weapon                       | 3:43         |
| 6.                  | «After Moon»        | Игги (Oreo) C-no (Oreo) Вунг Ким (Oreo) | Игги (Oreo) C-no (Oreo) Вунг Ким (Oreo)           | Вунг Ким (Oreo)                     | 3:24         |
| 7.                  | «BDZ» (Korean ver.) | J.Y. Park "The Asiansoul"               | J.Y. Park "The Asiansoul"                         | J.Y. Park "The Asiansoul" Ли Хэсоль | 3:16         |
| Общая длительность: | Общая длительность: | Общая длительность:                     | Общая длительность:                               | Общая длительность:                 | 24:02        |

| №                   | Название                                                              | Текст песни                                             | Музыка | Arrangement                           | Длительность |
| ------------------- | --------------------------------------------------------------------- | ------------------------------------------------------- | --- | ------------------------------------- | ------------ |
| 1.                  | «The Best Thing I Ever Did» (올해 제일 잘한 일; Olhae Jeil Jalhan Il) | J.Y. Park "The Asiansoul" Park Ji-min Jinri (Full8loom) | J.Y. Park "The Asiansoul" Park Ji-min Jinri (Full8loom) Glory Face ( 영광의얼굴들 ) (Full8loom) Sophia Pae Lee Woo-min "collapsedone" Justin Reinstein | J.Y. Park "The Asiansoul"             | 3:32         |
| 2.                  | «Be as One» (Korean ver.)                                             | Lee Ha-jin Kim Seung-soo Choi Hyun-jun Risa Horie       | Kim Seung-soo Choi Hyun-jun | Kim Seung-soo Choi Hyun-jun           | 3:49         |
| 3.                  | «Yes or Yes»                                                          | Sim Eun-jee                                             | David Amber Andy Love | David Amber                           | 3:58         |
| 4.                  | «Say You Love Me»                                                     | Sophia Pae Secret Weapon                                | Sophia Pae Secret Weapon | Secret Weapon                         | 3:33         |
| 5.                  | «LaLaLa»                                                              | Jeongyeon                                               | Albi Albertsson Akina Ingold | Mussashi (A. Albertsson)              | 3:06         |
| 6.                  | «Young & Wild»                                                        | Chaeyoung Kim Hyun-yoo (Flying Lab)                     | Kim Petras CJ Abraham MkX | MkX                                   | 3:01         |
| 7.                  | «Sunset»                                                              | Jihyo                                                   | Maria Marcus Lisa Desmond Fast Lane Secret Weapon | Secret Weapon                         | 3:43         |
| 8.                  | «After Moon»                                                          | Iggy (Oreo) C-no (Oreo) Woong Kim (Oreo)                | Iggy (Oreo) C-no (Oreo) Woong Kim (Oreo) | Woong Kim (Oreo)                      | 3:24         |
| 9.                  | «BDZ» (Korean ver.)                                                   | J.Y. Park "The Asiansoul"                               | J.Y. Park "The Asiansoul" | J.Y. Park "The Asiansoul" Lee Hae-sol | 3:16         |
| Общая длительность: | Общая длительность:                                                   | Общая длительность:                                     | Общая длительность: | Общая длительность:                   | 31:23        |

## The Year of ‘Yes’
12 декабря 2018 года состоялся выход переиздания The Year of ‘Yes’, которое было выпущено в качестве подарка поклонникам группы. Альбом содержал в себе корейскую версию «Be as ONE». Промоушен не проводился, но впервые сингл «The Best Thing I Ever Did» был представлен на первом дне Golden Disk Awards 5 января 2019 года.
В альбомном чарте переиздание вошло в топ-3, заняв второе место, в чарте скачиваний сингл вошёл в топ-10.

## Чарты

### Yes or Yes
| Чарт (2018)                             | Пиковая позиция |
| --------------------------------------- | --------------- |
| French Download Albums (SNEP)           | 125             |
| Japan Hot Albums (Billboard Japan)      | 7               |
| Япония (Oricon)                         | 1               |
| Japanese Digital Albums (Oricon)        | 1               |
| South Korean Albums (Gaon Albums Chart) | 1               |
| США (Billboard Top Heatseekers Albums)  | 13              |
| США (Billboard World Albums)            | 7               |

| Чарт (2018)                | Позиция |
| -------------------------- | ------- |
| Japanese Albums (Oricon)   | 60      |
| South Korean Albums (Gaon) | 15      |

### The Year of «Yes»
| Чарты (2018)       | Позиции |
| ------------------ | ------- |
| Япония (Billboard) | 72      |
| Южная Корея (Gaon) | 2       |

| Чарт (2018)        | Позиция |
| ------------------ | ------- |
| Южная Корея (Gaon) | 23      |

## Продажи и сертификации
| Страна      | Продажи | Сертификация |
| ----------- | ------- | ------------ |
| Южная Корея | 250 000 | Платиновая   |

## Награды и номинации
| Год  | Премия                      | Категория                  | Результат | Прим.  |
| ---- | --------------------------- | -------------------------- | --------- | ------ |
| 2019 | 8th Gaon Chart Music Awards | Альбом года — 4-я четверть | Номинация | [ 32 ] |